# Spogostylum plurinotus
Spogostylum plurinotus är en tvåvingeart som först beskrevs av Jacques-Marie-Frangile Bigot 1892.  Spogostylum plurinotus ingår i släktet Spogostylum och familjen svävflugor. Inga underarter finns listade i Catalogue of Life.